# 雪莲湖
雪莲湖是一个位于中国青海省格尔木县的湖泊。